# Schorische Sprache
Die schorische Sprache ist die Sprache der Schoren, eines kleinen indigenen Volks in Südsibirien. Sie gehört zur Familie der Turksprachen.

## Sprecher und Verbreitung
Das Verbreitungsgebiet des Schorischen umfasst die Oblast Kemerowo, die autonome Republik Chakassien und die Republik Altai im Süden Sibiriens. Bei der Volkszählung (1989) gaben 9.760 Schoren (61 %) diese Sprache als Muttersprache an. Aufgrund der starken Industrialisierung und Urbanisierung des Kernsiedlungsgebiets im Kusbass ist das Überleben der Sprache mittelfristig ungesichert.

## Dialekte und Alphabete
Schorisch zerfällt bis heute in eine Vielzahl von Dialekte, die die Herkunft ihres Sprachträgers verraten: Şor, Aba, Kondomar Tatar, Mras Tatar, Kusnez Tatar und Tom-Kusnez Tatar. Die wichtigsten Dialekte sind jedoch Mrassa und Kondoma.
Verschriftet waren die Schoren seit dem 12. Jahrhundert im Kyptschak-Tatarischen und seit dem 15. Jahrhundert im Tschagataischen. Diese Sprachen wurden im arabischen Alphabet geschrieben. Eine eigenständige Schriftsprache brachten die Schoren wohl nicht hervor, da sie sich stets den größeren Nachbarsprachen (vor allem des Chakassischen und zum kleineren Teil des Altaischen) bedienten. Heute wird die schorische Sprache größtenteils als Sonder-Dialekt des Chakassischen betrachtet und auch von den Sprachträgern so angesehen.
Modernes Schorisches Alphabet:
| А а | Б б | В в | Г г | Ғ ғ | Д д | Е е |
| Ё ё | Ж ж | З з | И и | Й й | К к | Қ қ |
| Л л | М м | Н н | Ң ң | О о | Ӧ ӧ | П п |
| Р р | С с | Т т | У у | Ӱ ӱ | Ф ф | Х х |
| Ц ц | Ч ч | Ш ш | Щ щ | Ъ ъ | Ы ы | Ь ь |
| Э э | Ю ю | Я я |     |     |     |     |